# ادوارد سارگسیان
ادوارد سروبی سارگسیان (ارمنی: Էդուարդ Սերոբի Սարգսյան؛ زادهٔ ۱۴ نوامبر ۱۹۵۷) یک سیاستمدار اهل ارمنستان است که از تاریخ ۱۹۹۵ تا تاریخ ۱۹۹۹ سمت نمایندگی دوره اول مجلس ملی جمهوری ارمنستان را برعهده داشت.

## زندگی‌نامه
در ۱۴ نوامبر ۱۹۵۷ در واغارشاپات به دنیا آمد و از دانشگاه ملی پلی‌تکنیک ارمنستان فارغ‌التحصیل شد. 